# Nordasien

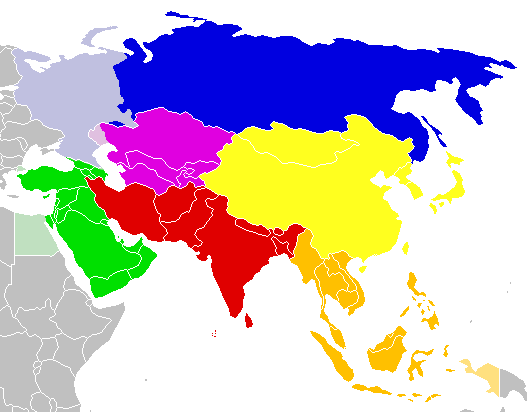
Asiens regioner
Norra Asien
Centralasien
Sydvästra Asien
Södra Asien
Östra Asien
Sydöstra Asien

Nordasien eller Norra Asien definieras ibland som en underregion till Asien bestående av Rysslands asiatiska del. Termen används i få sammanhang. Ibland används Nordasien för att beteckna delar av Östasien och/eller Centralasien, där asiatiska Ryssland klumpas ihop med Östeuropa istället.
Phillips Illustrated Atlas of the World 1988 definierar det som huvuddelen av Sovjetunionen, delen som ligger öster om Uralbergen. En försovjetisk definition är från 1882 av Keane och Temple, som definierar det som ”de två stora administrativa indelningarna Väst- och Östsibirien, vilkas huvudorter är Omsk respektive Irkutsk”. Enligt dem var det ”ett väldigt politiskt system, bestående av nästan en tredjedel av hela kontinenten och, med några få oväsentliga undantag, som direkt stod under rysk förvaltning.”
Områdets största stad är Novosibirsk (1,6 milj. invånare).
Nordasien är bebott av bland andra slaviska, turkiska, mongoliska och samojediska folk.

## Europeisk och kinesisk påverkan
Europeisk kultur, särskilt rysk kultur, har starkt påverkat den sydvästra och centrala delen av regionen på grund av dess höga andel av ryssar och andra östeuropeer som började bosätta sig i området under 1700-talet. Den sydöstra delen av Nordasien hade historiskt sett påverkats av den ostasiatiska kultursfären, särskilt kinesisk kultur.
Ursprungliga kulturer är mestadels starka i den östra och södra delen av regionen på grund av att befolkningen där till stor del är av ursprunglig etnicitet. Under senare år har ursprungsfolken i regionen börjat kämpa för att få behålla sin egen kultur.